# Monastero reale di San Tommaso
Il monastero reale di San Tommaso è un edificio di stile gotico che si trova nella città di Avila. La sua fondazione, nel 1480, fu dovuta al tesoriere dei Re Cattolici, Hernán Núñez di Arnalte, che incaricò sua moglie, María Dávila, e frate Tomás de Torquemada affinché agissero nel suo nome per la fondazione di un convento di domenicani ad Avila in onore di San Tommaso d'Aquino.
Nel 1985 è stato dichiarato Patrimonio dell'umanità, come elemento facente parte integrante della Città vecchia di Avila con le sue chiese fuori le mura.

## Storia
Nel 1482, su progetto di Martín di Solórzano, ebbero inizio i lavori, che durarono fino al 1493, con fondi donati da Hernán, e altri conferiti dai Re Cattolici, che avevano scelto il nuovo convento come loro residenza estiva e luogo di sepoltura dell'erede della corona, il principe don Giovanni, nel sepolcro realizzato anni dopo (1510) da Domenico Fancelli, su incarico di Fernando il Cattolico. L'epitaffio del sepolcro recita:
(Epitaffio sul monumento sepolcrale del principe don Giovanni)
Parte del monastero fu utilizzata come sede del tribunale dell'Inquisizione. Ospitò negli ultimi anni della sua vita Tomás de Torquemada fino al suo decesso avvenuto il 16 settembre 1498. Nel corso dei secoli è stato sede di una scuola e successivamente di un'università.

## Descrizione
In stile gotico isabellino, il monastero di San Tommaso è uno dei gioielli architettonici di Avila. È un monastero di grandi dimensioni, arrivando ad avere fino a tre chiostri.

### Esterno
La facciata della chiesa si distingue per il suo immenso portale disegnato da un grande arco a sesto ribassato e due contrafforti. Questi formano una "H", lettera iniziale di "Hispanidad".
Le sfere che corrono lungo i contrafforti abbondano in tutto l'edificio. Inoltre, ci sono dieci statue, dell'arte di Burgos, di Gil de Siloé e Diego de la Cruz, sotto baldacchini e pinnacoli. Quelle più vicine al portale rappresentano l'Annunciazione. Al centro della facciata vi è un grande rosone che dà luce al coro e alla chiesa e, poco più in alto, lo stemma dei Re Cattolici sorretto da un'aquila.

### Interno

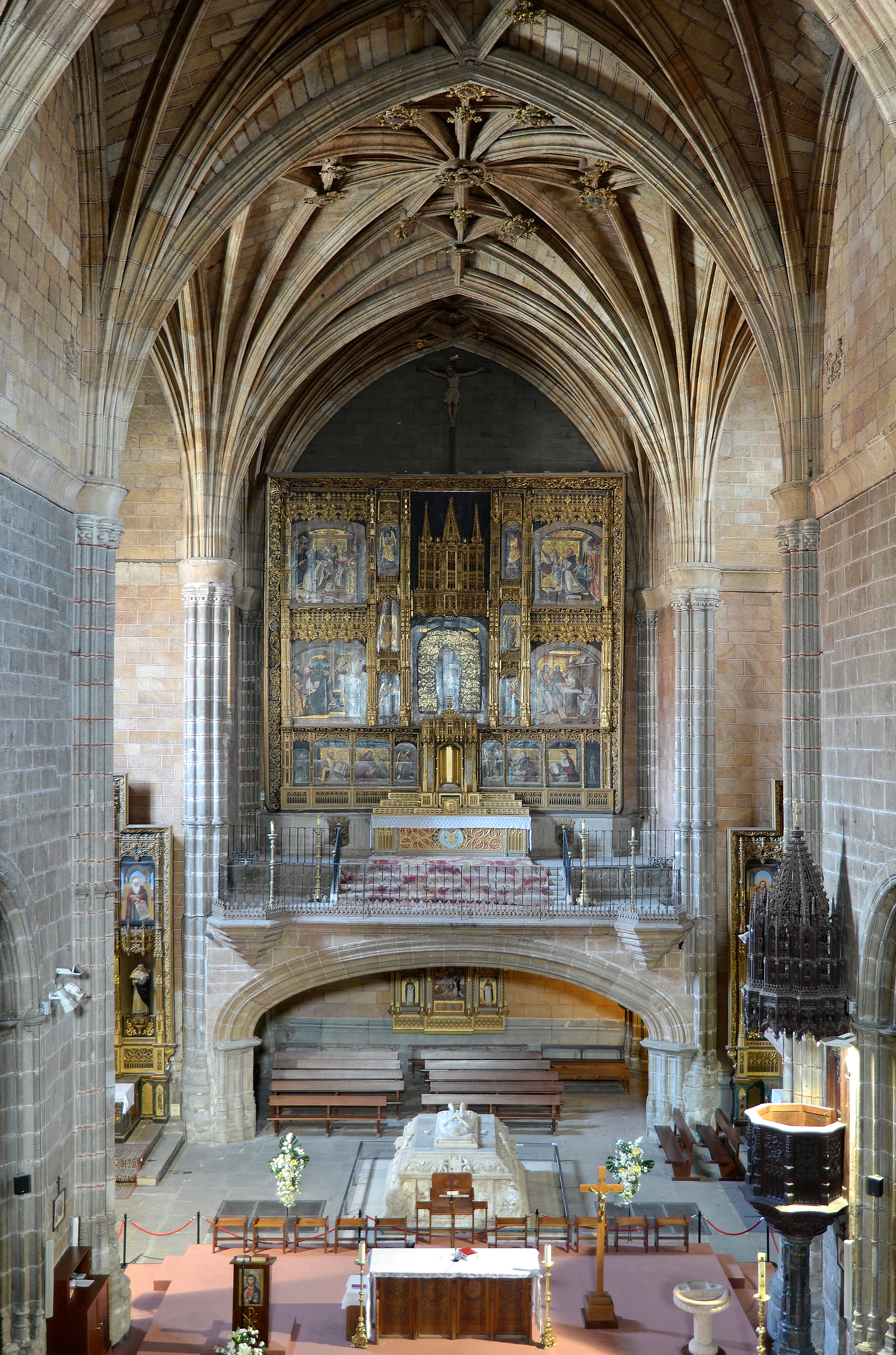
Interno della chiesa del monastero visto dal coro

Sant'Agostino, dettaglio della pala dell'altare maggiore

La navata principale misura 53 metri di lunghezza per 10,50 di larghezza e la crociera è lunga 28,80 metri e larga 10,30. È un gioiello del gotico fiammeggiante.
La crociera, delimitata da quattro colonne, simile a rami di palma, forma un portagioie per la tomba dell'infante Don Giovanni.
Nelle otto cappelle si trovano sculture come il sepolcro dei Dávila, tutori del principe Don Juan, o il gruppo che rappresenta Domenico di Guzmán e Francesco d'Assisi, opera di Luis Salvador Carmona (1709-1767). Degna di nota è anche la cappella del Cristo de las Angustias o de la Agonía, dove si trova il confessionale di Santa Teresa, e dove la santa ebbe una visione il 15 agosto 1561. Dopo il restauro, effettuato nell'ottobre 2014, al Cristo di Santa Teresa, e dopo aver effettuato uno studio scientifico, da Virtudes Jiménez Torrubia, tale scultura è stata attribuita allo scultore Gil de Siloé insieme al suo policromatore Diego de la Cruz.
Ma la pala maggiore, realizzata da Pedro Berruguete (1440-1504), è l'opera più importante della chiesa insieme al sepolcro dell'infante Don Giovanni. È uno dei gioielli di Pedro Berruguete, che realizzò anche una parte della pala maggiore della Cattedrale di Avila. Fu iniziata nel 1494, un anno dopo la fine della costruzione del monastero.
Diciannove dipinti sono collocati in questa magnifica opera di stile gotico alta 21 metri. La pala è strutturata in tre parti, che contengono cinque grandi tavole relative a diversi episodi della vita di San Tommaso d'Aquino.
Nella predella sono visibili, di sinistra a destra: Santo Stefano, Sant'Agostino, San Giovanni evangelista, San Matteo, San Girolamo e San Sebastiano.

### Coro

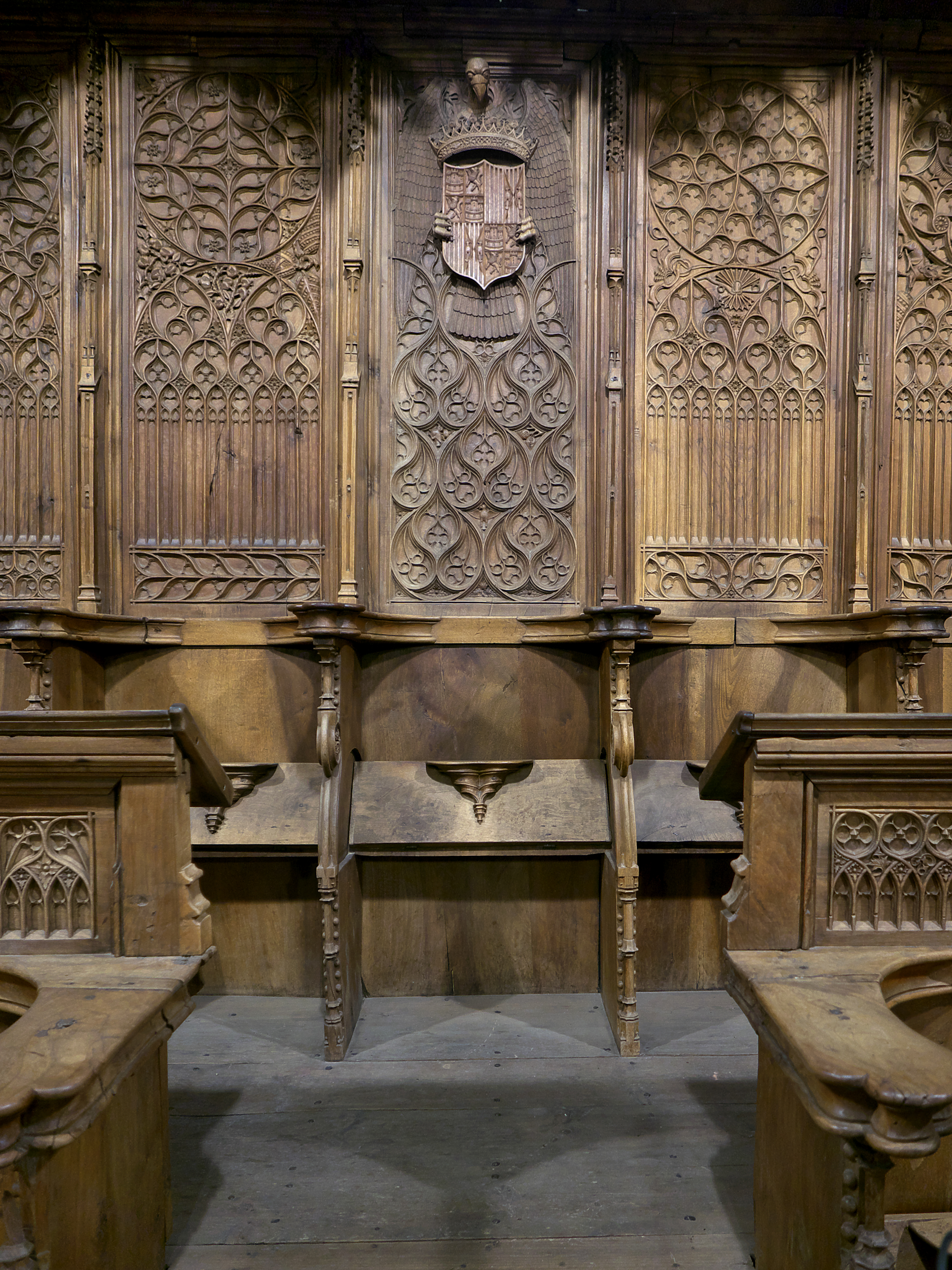
Seggio abbaziale del coro.

Il coro ligneo sorprende con le sue grandi dimensioni e i suoi magnifici stalli. É composto da quarantacinque stalli in alto e trentaquattro in basso. Questo di stalli in noce è in stile gotico fiammeggiante. Gli stalli sono a forma di "U" e le due ultime sedute più vicine davanti all'altare maggiore erano occupate dai Re Cattolici, Isabella di Castiglia e Ferdinando II d'Aragona.
Venne realizzato da Martín Sánchez di Valladolid, che realizzò anche il coro della Certosa di Miraflores a Burgos.
Tutte le tavole degli schienali sono ricoperte da motivi geometrici e figure di piante o animali fantasiosi, ma con una tale varietà che non ce ne sono due uguali. Molto rappresentato, oltre al melograno, è anche il simbolo dei Re Cattolici, il giogo e le frecce.

### Sepolcro dell'infante don Juan

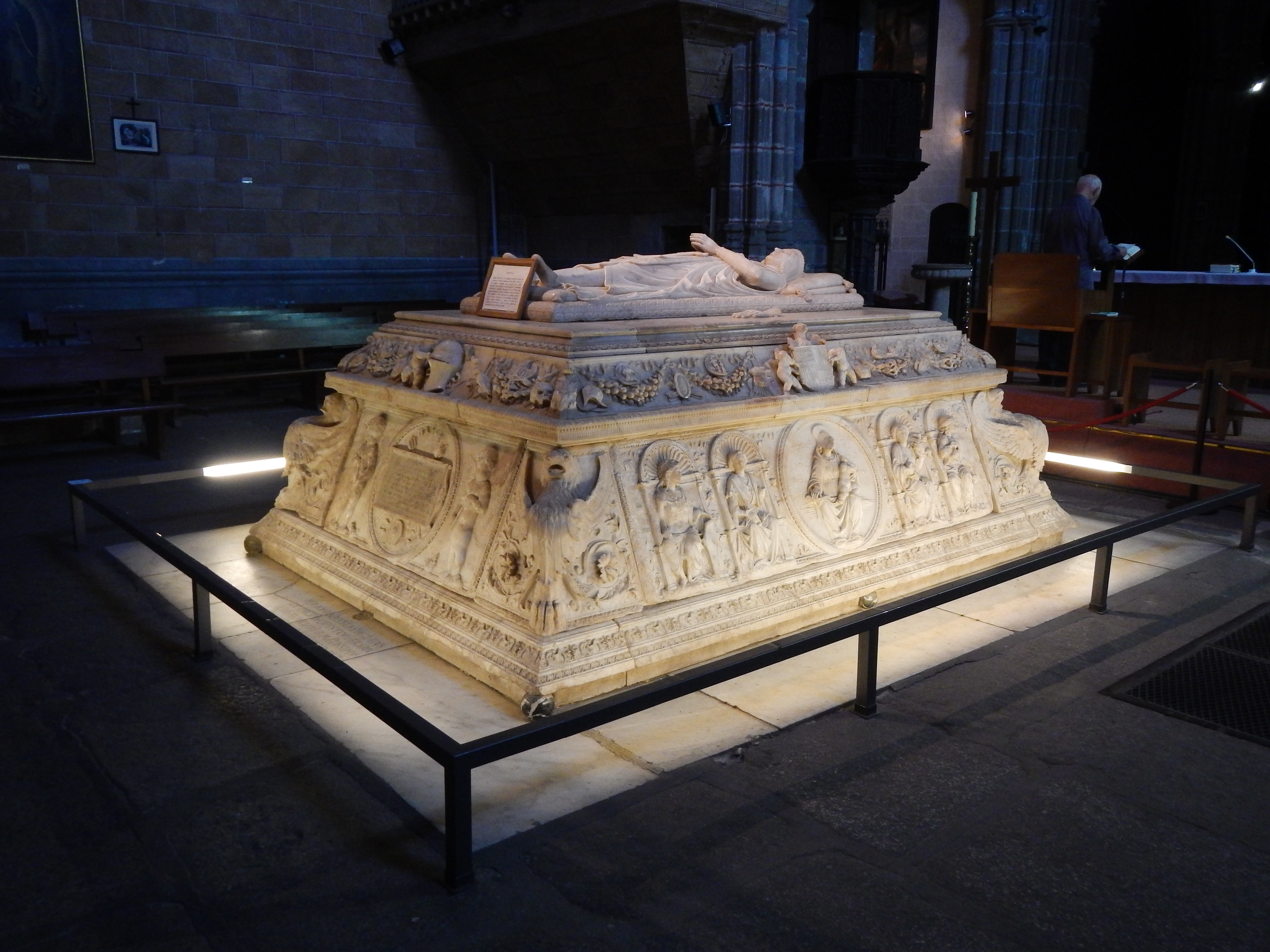
Sepolcro dell'Infante Don Giovanni.

L'infante don Giovanni era l'unico figlio maschio dei Re Cattolici, ma morì prematuramente prima di salire al trono. Sua madre, Isabella, lasciò nel suo testamento la disposizione affinché venisse costruito un sarcofago di marmo per suo figlio.
Il sepolcro è opera di Domenico Fancelli. Venne scolpito a Genova, negli anni 1511-1512, e dopo collocato nella chiesa del monastero. Domenico Fancelli si ispirò al sepolcro dei Re Cattolici (Cappella Reale di Granada) e all'arte italiana (bronzo del papa Sisto IV nella Città del Vaticano, realizzato dal Pollaiolo).
Il principe, vestito da guerriero, riposa con atteggiamento sereno e mostra lineamenti giovani e bellezza. Le pieghe del mantello sono di grande perfezione. Ai piedi un'iscrizione ricorda le qualità del principe e ne lamenta la prematura scomparsa. La tomba è adorna di virtù, allegorie e santi. Ci sono anche due guanti d'arme sui lati dell'infante, a significare che non morì in battaglia.
Diversi dei magnifici rilievi vennero mutilati durante la Guerra dell'Indipendenza, nel 1809. Il recinto d'argento che circondava la tomba venne rubato dai francesi che profanarono anche i resti del principe Giovanni, la cui ubicazione rimane oggi un mistero.

### Chiostro del Noviciado

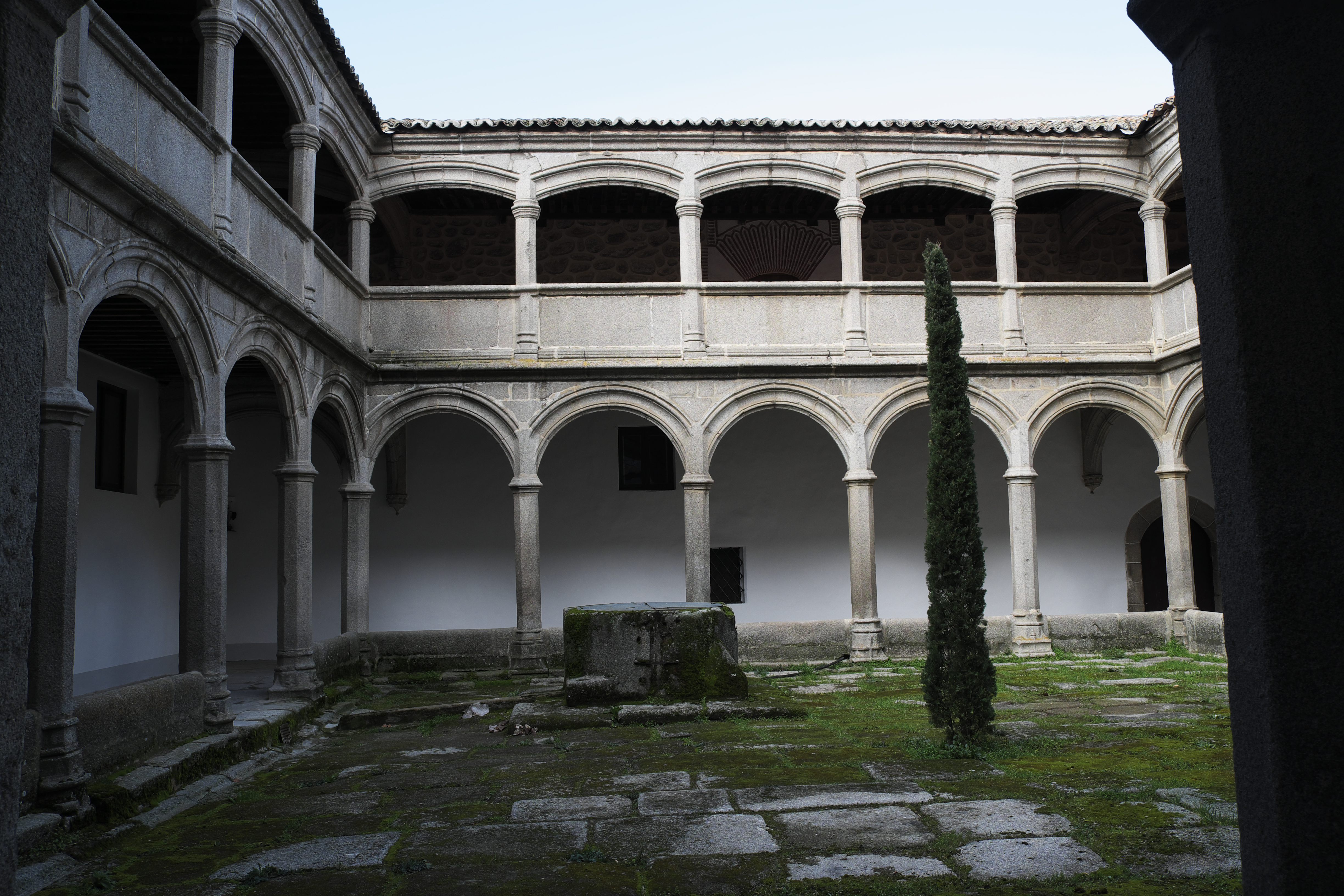
Chiostro del Noviciado.

È il primo e più antico dei tre chiostri del monastero. Le sue piccole dimensioni (12,70 x 14,40 metri) e la sua mancanza di ornamenti gli conferiscono una grande sobrietà.
Questo chiostro è di stile tuscanico. Ha due piani disuguali, in granito, con 20 archi e 20 colonne senza basamento e a sezione ottagonale, mentre al piano superiore gli archi sono inclinati e con ampie circonferenze.
Il dettaglio più originale di questo chiostro è il pozzo, che non è al centro del cortile, ma si trova in posizione laterale.

### Chiostro del Silenzio

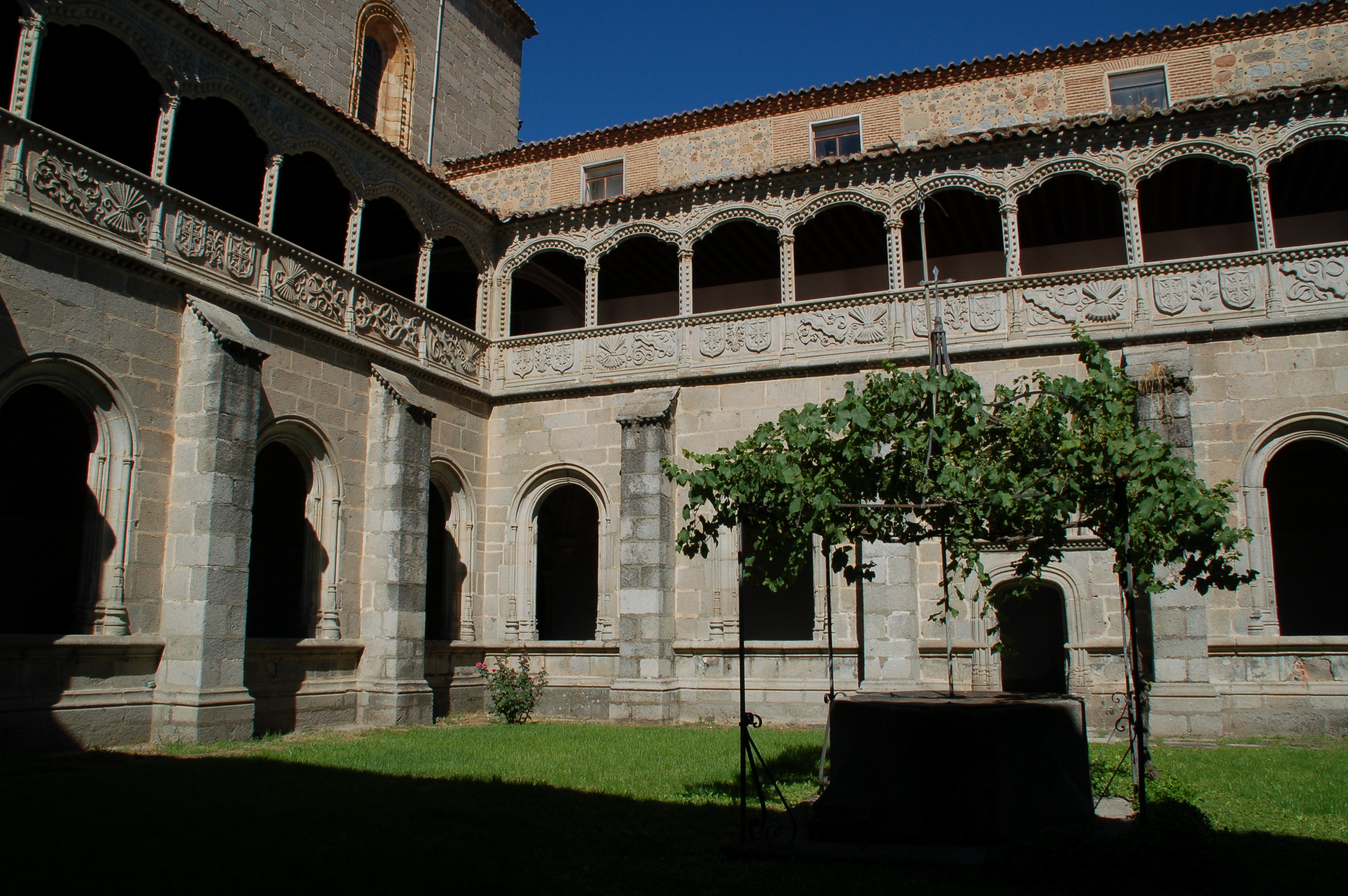
Chiostro del Silenzio.

Chiamato anche dei Defunti perché, in precedenza, vi venivano sotterrati i frati.
Il chiostro misura 19,40 per 20,90 metri e ha due piani. Consta di 18 archi, con due porte di accesso nella sua parte interna, e di 38 archi polilobati nella sua parte superiore.
Spicca innanzitutto la volta a vela, chiaramente in stile gotico. Gli ornamenti che decorano la volta sono quasi interamente del 1935. Diversi sono i capitelli che ornano la parte inferiore del chiostro e che sorreggono le lesene. Le pareti interne permettono di contemplare un totale di sette porte che comunicano con stanze diverse, tutte con archi e strutture differenti. Il chiostro ha anche un angolo appartato dove i religiosi si lavavano le mani prima di recarsi in refettorio.
In alto, fuori dal chiostro, le pareti sono decorate con gioghi e frecce (simboli dei Re Cattolici), lo stemma dei Domenicani e il giglio. Le legature dei gioghi e delle frecce, così come i mazzi di fiori, sono tutti diversi. Attraverso un fregio corrono rami di melograni semiaperti.

### Chiostro dei Re

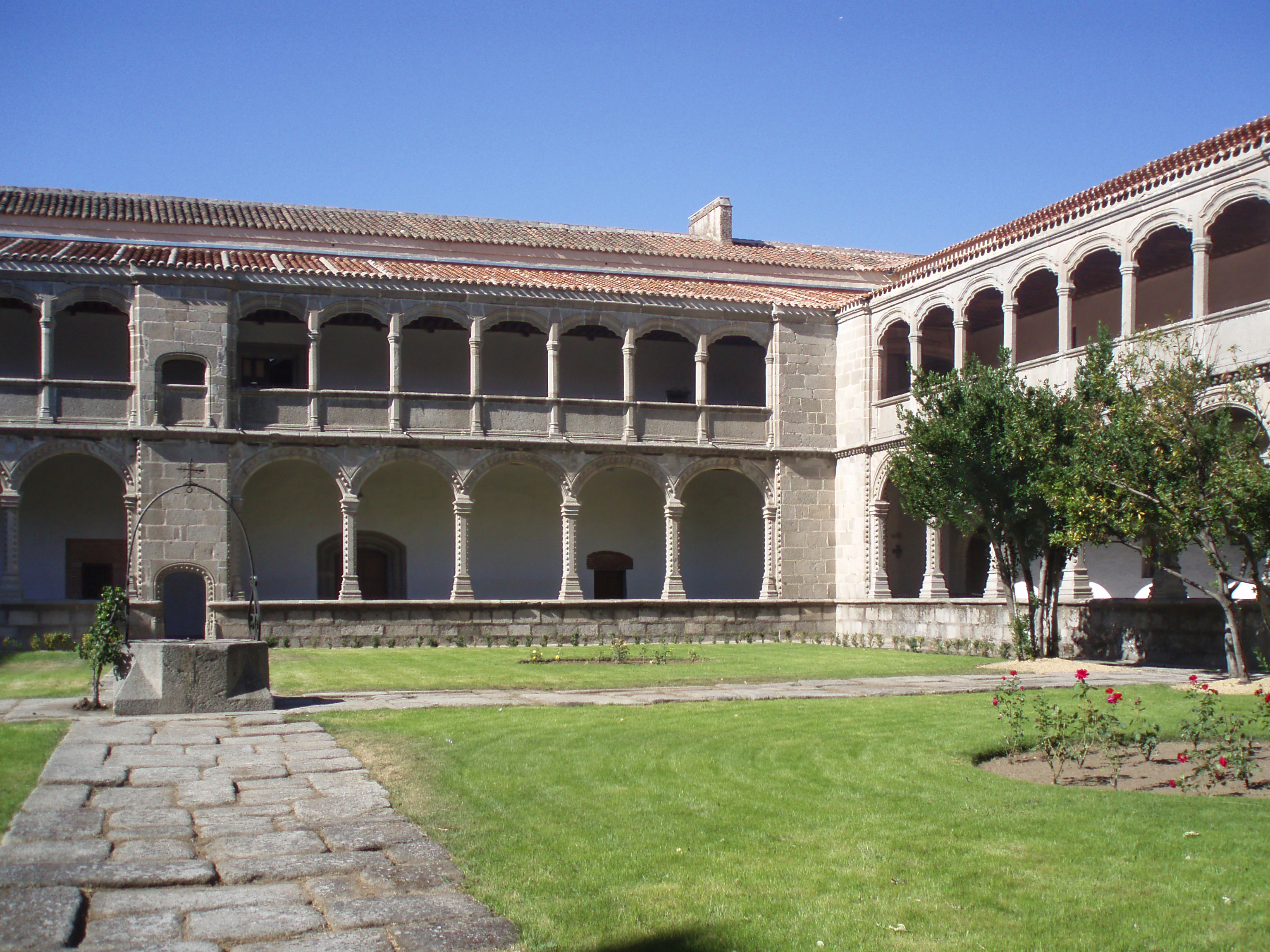
Chiostro dei Re.

Si chiama così perché era la zona destinata a palazzo d'estate dei Re Cattolici.
Il chiostro è molto spazioso e luminoso. È formato da 40 archi in basso e 56 in alto. Rispetto al Chiostro del Silenzio è quasi privo di ornamenti, fatta eccezione per le sfere che circondano gli archi inferiori, cosa tipica, invece, dei monumenti di Avila. Da qui il suo nome: Perlado Avila.
Secondo le ultime ricerche, il terzo chiostro non sarebbe stato costruito dai Re Cattolici, bensì per Carlo V.
Nell'ala sud di questo chiostro si trovano le aule, già rimodellate, della scomparsa Università di Santo Tomás di Ávila, stabilita qui alla metà del XVI secolo e chiusa nel XIX, dove si laureò Gaspar Melchor de Jovellanos.